# روبرت هنري بست
روبرت هنري بست (بالإنجليزية: Robert Henry Best) (بالألمانية: Robert Best) هو صحفي ألماني وأمريكي، ولد في 16 أبريل 1896 في سمتر في الولايات المتحدة، وتوفي في 16 ديسمبر 1952 في سبرينغفيلد في الولايات المتحدة بسبب سكتة.